# 东阳竹编
东阳竹编为流行于中国浙江省金华东阳市的一种传统手工艺品，清代时曾被选为朝廷贡品，作为浙江竹编的杰出代表现已被列为中华人民共和国国家级非物质文化遗产。
东阳竹编在宋代时以编制门帘、果盒、提篮为主，现已发展为篮、盘、包、箱、瓶、罐、家具等二十一个大类3000多个花色品种，动物竹编有鸡、鸭、鹅、兔、狗等。